# شهرستان چهارجوی
شهرستان چهارجوی (به ترکمنی: Çärjew etraby، چأرجو اطرابیٛ) یک شهرستان در ترکمنستان است که در استان لب آب واقع شده‌است.
نام این شهرستان سابقا شهرستان سردارآباد (به ترکمنی: Serdarabat etraby، سردارآبات اطرابیٛ) بوده است. در تاریخ ۲۸ نوامبر ۲۰۱۷، نام شهرستان به «چهارجوی» تغییر کرد. در این تاریخ، روستای «قوشچولر» نیز، پس از ارتقاء به شهرک، جذب تعدادی از روستاهای همسایه، و تغییر نام به «چهارجوی»، به عنوان مرکز این شهرستان انتخاب شد.
در تاریخ ۹ نوامبر ۲۰۲۲، شهرستان فرب منحل شده و اراضی آن به این شهرستان واگذار شد. 

## تقسیمات اداری
شهرستان چهارجوی شامل یک شهر، سه شهرک، و هفده شورای روستایی می‌باشد.
- شهرها (şäherler / شأهرلر)
- فرب (Farap / فاراپ)

- شهرک‌ها (şäherçeler / شأهرچه‌لر)
  - چهارجوی (سابقاً «شورای روستایی قوشچولر) (Çärjew / چأرجو)
    - اوروزه‌لی (Orazaly / اوْرازالیٛ)
    - اولی‌وخیم (Ulywahym / اوُلیٛ‌واحیٛم)
    - دارغان‌لی (Darganly / دارغان‌لیٛ)
    - قره‌وول (Garawül / قاراووٚل)
    - قوشچولر (Guşçular / قوُشچوُلار)
    - مارکش (Marküş / مارکوٚش)
    - ینگی‌آریق (Ýaňyaryk / یانگیٛ‌آریٛق)

  - خواجه‌قلعه (Hojagala / حوْجاقالا)
  - کشتی‌وان (Kiştiwan / کیشتی‌وان)

- شوراهای روستایی (oba geňeşlikleri / اوْبا گنگشلیکلری)
  - آمودریا (Amyderýa / آموُدریا)
    - ‌ تازه‌اوبه (Täzeoba / تأزه‌اوْبا)
    - حضرایلی (Hydyrili / حیٛضیٛرایلی)
    - زحمتکش (Zähmetkeş / زأحمت‌کش)
    - ضربچی (Zarpçy / ضارپچیٛ)
    - قوم‌لی (Gumly / قوُم‌لیٛ)
    - قویی‌مغال (Guýymugal / قوُییٛ‌موُغال)
    - مغال علیا (Ýokarymugal / یوْغاریٛ‌موُغال)

  - اوستی (Osty / اوْستیٛ)
    - اوستی (Osty / اوْستیٛ)
    - قادین (Gadyn / قادیٛن)
    - قیرتکی (Gyrteki / قیٛرتکی)

  - بالتا مرادوف (Balta Myradow adyndaky / بالتا میٛرادوف آدیٛنداقیٛ)
    - آچیل میرزایف (Açyl Mürzäýew adyndaky / آچیٛل موٚرزأیف آدیٛنداقیٛ)
    - اولی‌چارلاق (Ulyçarlak / اوُلیٛ‌چارلاق)
    - بالتا مرادوف (Balta Myradow adyndaky / بالتا میٛرادوف آدیٛنداقیٛ)
    - برکت‌لی (Bereketli / برکت‌لی)
    - بیاتلر (Baýatlar / بایاتلار)
    - بیرلشیک (Birleşik / بیرلشیک)
    - خواجه‌مکان (Hojamekan / حوْجامکان)

  - برکت (Bereket / برکت)
    - ‌ اگری‌گذر (Egrigüzer / اگری‌گوٚذر)
    - تازه‌آی (Täzeaý / تأزه‌آی)
    - رواج (Rowaç / روْواچ)
    - قضاءاوبه (Gazagoba / قاضااوْبا)
    - قایی‌بیات (Gaýybaýat / قاییٛ‌بایات)
    - گوک‌لر (Gökler / گؤک‌لر)
    - ‌ یاشی‌تپه (Ýasydepe / یاشیٛ‌دپه)

  - بویره‌باب (Boýrabap / بوْیراباپ)
    - آداق (Adak / آداق)
    - بایداق‌چی (Baýdakçy / بایداق‌چیٛ)
    - بویره‌باب (Boýrabap / بوْیراباپ)
    - تاللی (Tally / تاللیٛ)
    - خواجه‌میراسن (Hojamiresen / خوْجامیراسن)
    - قالقینیش (Galkynyş / قالقیٛنیٛش)
    - ‌ قایماق‌چی (Gaýmakçy / قایماق‌چیٛ)

  - بیتیک (Bitik / بیتیک)
    - بهار (Bahar / باهار)
    - بیتیک (Bitik / بیتیک)
    - تازه‌یول (Täzeýol / تأزه‌یوْل)
    - چهارمرده (Çarmerde / چارمرده)
    - گل‌آباد (Gülabat / گوٚل‌آبات)
    - مختوم‌قلی (Magtymguly adyndaky / ماغتیٛم‌قوْلی آدیٛنداقیٛ)
    - نهم [۹ام] مه (Dokuzynjy [9-njy] Maý / دوْقوُزیٛنجیٛ‌ [۹-نجیٛ‌] مای)
    - یکه‌توت (Ýeketut / یکه‌توُت)

  - خان‌اوبه (Hanoba / حان‌اوْبا)
    - تیغون (Tuýgun / توُیغوُن)
    - خندق (Händek / حأندک)
    - فراغت (Parahat / پاراحات)
    - قوی‌قلعه (Goýgala / قوْی‌قالا)

  - جندی (Jendi / جندی)
    - باش‌ساقا (Başsaka / باش‌ساقا)
    - جندی (Jendi / جندی)
    - جوشقون (Joşgun / جوْشقوُن)
    - صندوق‌لی (Sandykly /صاندیٛق‌لیٛ)
    - قوشه‌آریق (Goşaaryk / قوْشاآریٛق)
    - کونده‌آریق (Kündearyk / کوٚنده‌آریٛق)
    - یالقیم (Ýalkym / یالقیٛم)

  - خواجه‌ایلی (Hojaili / حوْجاایلی)
    - بابادهقان (Babadaýhan / بابادایحان)
    - بیک‌آریق (Bekaryk / بک‌آریٛق)
    - پخته‌چی (Pagtaçy / پاغتاچیٛ) پخته‌چی (Pagtaçy / پاغتاچیٛ)
    - پشه‌لی‌اوبه (Peşelioba / پشه‌لی‌اوْبا)
    - خواجه‌ایلی (Hojaili / حوْجاایلی)
    - خواجه‌آریق (Hojaaryk / حوْجاآریٛق)
    - دوری‌یاپ (Duryýap / دوُریٛ‌یاپ)
    - دوستلوق (Dostluk / دوْستلوُق)
    - دوغری‌یاپ (Dogryýap / دوْغریٛ‌یاپ)
    - سخی‌جان (Sahyjan / ساحیٛ‌جان)
    - کرپیچ‌لی (Kerpiçli / کرپیچ‌لی)
    - ینگیش (Ýeňiş / ینگیش) ینگیش

  - خواجه‌کنف‌سی (Hojakenepsi / حوْجاکنپ‌سی)
    - الجیک (Eljik / الجیک)
    - آق‌رباط (Akrabat / آق‌راباط)
    - خواجه‌کنف‌سی (Hojakenepsi / حوْجاکنپ‌سی)
    - ‌ ایلمان‌قلعه (Ýylmangala / ییٛلمان‌قالا)

  - زرگر (Zergär / زرگأر)
    - آله‌گوز (Alagöz / آلاگؤز)
    - خواجه‌مشهد (Hojamaşat / حوْجاماشات)
    - دولت‌محمد آزادی (Döwletmämmet Azady adyndaky / دؤولت‌مأمّت آزادیٛ آدیٛنداقیٛ)
    - دویه‌چی (Düýeçi / دوٚیه‌چی)
    - زرگر (Zergär / زرگأر)
    - سیدی (Seýdi / سیدی)
    - شیخ‌لر (Şyhlar / شیٛح‌لار)
    - عرب (Arap / عاراپ)
    - قزل‌یاپ (Gyzylýap / قیٛزیٛل‌یاپ)

  - ساریق‌بالا (Sarykbala / ساریٛق‌بالا)
    - آغالانگ (Agalaň / آغالانگ)
    - دوغری‌یول (Dogryýol / دوْغریٛ‌یوْل)
    - دولت‌لی (Döwletli / دؤولت‌لی)
    - ساریق‌بالا (Sarykbala / ساریٛق‌بالا)
    - قره‌وول‌تپه (Garawüldepe / قاراووٚل‌دپه)
    - قورلوشیق‌چی (Gurluşykçy / قوُرلوُشیٛق‌چیٛ)
    - قویی‌آریق (Guýyaryk / قوُییٛ‌آریٛق)
    - گاگارین (Gagarin / غاغارین)

  - قره‌میش (Garamyş / قارامیٛش)
    - بوزآریق‌چی (Bozarykly / بوْزآریٛق‌چیٛ)
    - علم‌دار (Älemdar / عألم‌دار)
    - قره‌میش (Garamyş / قارامیٛش)
    - یول‌باش‌چی (Ýolbaşçy / یوْل‌باش‌چیٛ)

  - قیراچ (Kyraç / قیٛراچ)
    - قوم‌کند (Gumkent / قوُم‌کنت)
    - قیراچ (Kyraç / قیٛراچ)
    - مرگنلی (Mergenli / مرگنلی)
    - یاشلیق (Ýaşlyk / یاشلیٛق)

  - کول‌آریق (Kölaryk / کؤل‌آریٛق)
    - آسوده‌لیق (Asudalyk / آسوُدالیٛق)
    - اسگی‌اوبه (Esgioba / اسگی‌اوْبا)
    - آق‌آلتین (Ak altyn / آق‌آلتیٛن)
    - اوچ‌باش (Üçbaş / اوٚچ‌باش)
    - بالیق‌چی (Balykçy / بالیٛق‌چیٛ)
    - پتده‌لی (Petdeli / پتده‌لی)
    - جورایف (Joraýew / جوْرایف)
    - عربلر (Araplar / عاراپلار)
    - کول‌آریق (Kölaryk / کؤل‌آریٛق)
    - کهنه‌‌قولان‌چی (Könegulançy / کؤنه‌قوُلان‌چیٛ)

  - نوبت قوتلی‌یف (Nobat Gutlyýew adyndaky / نوْبات قوُتلیٛ‌یف آدیٛنداقیٛ)
    - آریق علیا (Ýokaryaryk / یوْقاریٛ‌آریٛق)
    - اوولاق‌‌تپه (Owlakdepe / اوْولاق‌دپه)
    - تازه‌دورموش (Täzedurmuş / تأزه‌دوُرموُش)
    - چوبلی‌قره‌وول (Çöpligarawul / چؤپلی‌قاراووٚل)
    - چوممک‌تپه (Çümmekdepe / چوٚممک‌دپه)
    - ‌ صیادلی (Saýatly / صایاتلیٛ)
    - صیادلی‌اوبه (Saýatlyoba / صایاتلیٛ‌اوْبا)
    - کهنه‌آریق (Könearyk / کؤنه‌آریٛق)
    - مختوم‌قلی فراغی (Magtymguly Pyragy adyndaky / ماغتیٛم‌قوْلی پیٛراغیٛ آدیٛنداقیٛ)
    - نوبت قوتلی‌یف (Nobat Gutlyýew adyndaky / نوْبات قوُتلیٛ‌یف آدیٛنداقیٛ)
    - یاشلر (Ýaşlar / یاشلار)